# MATADOR
Il MATADOR (Man-portable Anti-Tank, Anti-DOoR)  (in lingua italiana: Anticarro portatile da uomo, Anti-DOoR) è un sistema d'arma anti-carro monouso portatile da 90 millimetri (3,5 pollici) sviluppato da Germania, Israele e Singapore. È una versione aggiornata del design Armbrust tedesco-singaporeano e opera secondo gli stessi principi. Lo sviluppo di quest'arma è iniziato nel 2000 e il MATADOR alla fine sostituirà l'arma anticarro leggera Armbrust tedesco-singaporeana, in servizio dagli anni '80. È un'arma leggera spalleggiabile di tipo lancia e dimentica.
Il MATADOR è stato sviluppato congiuntamente dalle forze armate di Singapore (SAF) e dalla Defense Science and Technology Agency (DSTA), in collaborazione con il team congiunto di Rafael Advanced Defense Systems e Dynamit Nobel Defense (DND).

## Descrizione
Il MATADOR è tra i più leggeri della sua categoria. La testata è efficace sia contro l'armatura del veicolo che contro i muri di mattoni. L'arma ha scarso effetto d'urto, il che la rende sicura per l'uso in spazi ristretti.
Si suppone che il MATADOR sia in grado di sconfiggere l'armatura dei corazzati da trasporto truppe e dei carri armati leggeri più conosciuti al mondo. La testata a doppia capacità, quando agisce in modalità ritardo, crea un'apertura superiore a 450 mm (18 pollici) di diametro in un doppio muro di mattoni e funge da arma antiuomo contro coloro che si trovano dietro il muro, offrendo un mezzo non convenzionale quando si combatte nei centri abitati.
Si dice che il proiettile del MATADOR sia insensibile al vento a causa del suo sistema di propulsione, che si traduce in un sistema d'arma estremamente preciso.

### Testata
La testata può essere utilizzata sia in modalità anticarro ad alto esplosivo (HEAT) che in modalità testa da squash ad alto esplosivo (HESH) rispettivamente contro armature, mura o altre fortificazioni. Le modalità vengono selezionate regolando una sonda (molto probabilmente una prolunga per fusibili): estendendola per la modalità HEAT e lasciandola retratta per la modalità HESH.

### Sistema anti rinculo

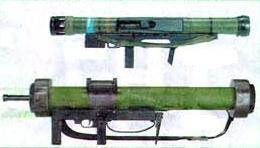
Confronto tra Armbrust (in alto) e MATADOR (in basso)

Simile all'Armbrust, la contromassa contrasta il rinculo dell'arma al momento dello sparo. La contromassa è costituita da plastica triturata, che viene lanciata fuori dalla parte posteriore dell'arma quando viene sparata. Questa plastica viene rapidamente rallentata dalla resistenza dell'aria, consentendo all'arma di sparare in sicurezza all'interno di uno spazio chiuso. Inoltre, il posizionamento della contromassa è progettata per garantire un buon bilanciamento e una migliore precisione controllando il baricentro dell'arma.

## Varianti

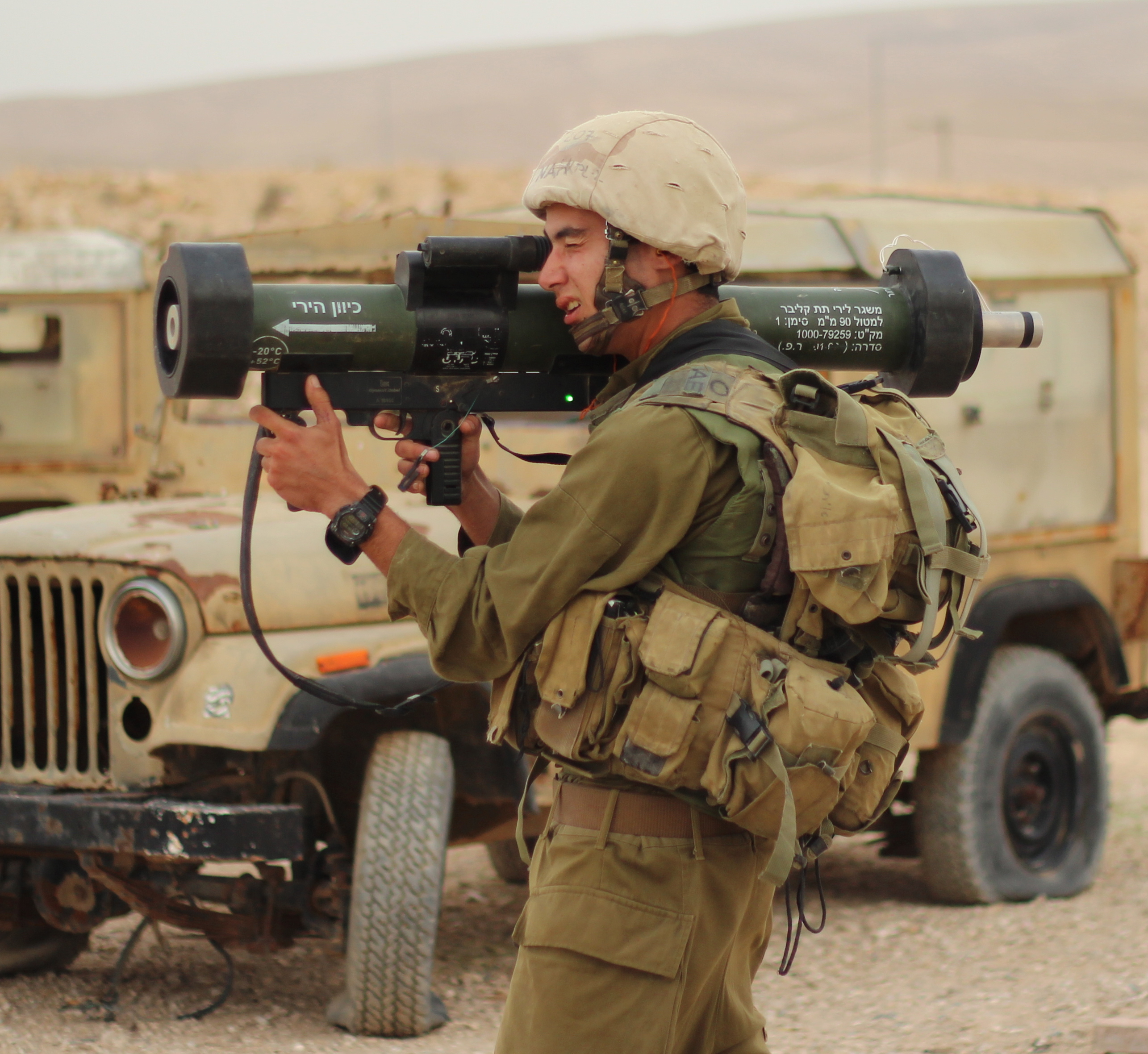
Soldato israeliano con un MATADOR

Ulteriori varianti di MATADOR sono state sviluppate e costruite anche da Rafael e Dynamit Nobel Defence. Progettate principalmente per l'uso anti-struttura da parte dei soldati che operano in ambienti urbani densi.
Di seguito le varianti:
- MATADOR-MP: arma multiuso con una testata efficace contro un'ampia varietà di bersagli terrestri, dai veicoli corazzati leggeri alle posizioni fortificate e alle mura. Come con il MATADOR, ciò si ottiene con un fusibile dual-mode, che è stato migliorato sul MATADOR-MP in modo tale che comprenda automaticamente quale sia il tipo di obbiettivo da colpire piuttosto che richiedere all'operatore di effettuare manualmente la selezione. Un dispositivo di puntamento dedicato, montato sulla sua guida Picatinny, incorpora un mirino reflex e un telemetro laser per fornire un'elevata probabilità di successo[2].
- MATADOR-WB: arma specializzata per sfondare i muri, dotata di una testata ad anello formato in modo esplosivo (EFR) che apre una breccia in un buco delle dimensioni di un uomo, tra 75 cm (30 in) e 100 cm (39 in), nei tipici muri urbani[5].
- MATADOR-AS: arma anti-struttura con una testata tandem avanzata che può anche essere impostata tra due modalità: anti-posizionamento o penetrazione /buco. La prima utilizza un effetto esplosivo potenziato per abbattere strutture e fortificazioni, mentre la seconda abbatte i veicoli corazzati leggeri e crea buche nelle mura urbane[3]. È stato ordinato dall'esercito britannico ed era previsto per l'ingresso in servizio nel 2009[6]

## Impiego operativo
Il MATADOR ha visto il suo primo dispiegamento in combattimento nel gennaio 2009, da parte dei soldati delle forze di difesa israeliane durante l'operazione Piombo Fuso nella Striscia di Gaza. MATADOR-AS è stato utilizzato per violare i muri delle strutture, consentendo alle truppe dell'IDF di passare e attaccare gli avversari all'interno.
Nel 2022, il Jerusalem Post ha espresso preoccupazione per il fatto che il MATADOR, fornito dalla Germania, fosse mostrato nei video sparati da un combattente ucraino da quello che definiva "il battaglione neonazista Azov".

## Utilizzatori
Belgio

in blue gli operatori del MATADOR

Nel 2013, ordinati 111 RGW90 AS. Nel gennaio 2022, il ministero della Difesa belga ha effettuato un ordine da 19 milioni di euro per diversi lotti di RGW90, che dovevano essere consegnati entro la fine dell'anno.
 Germania
l'esercito tedesco ha ordinato 1.000 MATADOR-AS con il nome RGW90 AS con munizioni anti-struttura scalabili. L'esercito tedesco utilizza anche la versione LRMP (portata: 1.200 metri) con la denominazione "Wirkmittel 90". Alla fine del 2020, l'esercito tedesco ha ordinato 3.000 cartucce in diversi tipi di munizioni per il Wirkmittel 90.
 Israele
- forze di difesa israeliane[14][15]

 Messico
variante RGW60, vista per la prima volta a settembre 2018, circa 3.000 unità
 Arabia Saudita
sotto il nome RGW90
 Singapore
sostituito l'Armbrust nelle forze armate di Singapore.
 Slovenia
forza di terra slovena, designata localmente come RGW 90.
 Ucraina
le forze armate ucraine hanno acquistato 5.100 unità con il primo lotto di 2.650 unità ricevuto il 26 marzo 2022 e 2.450 unità rimanenti dovevano essere consegnate in lotti più piccoli entro la fine di maggio 2022 per sostenere la sua lotta contro la Russia nel 2022 russo invasione dell'Ucraina.
 Inghilterra
l'esercito britannico ha ordinato alla Dynamit Nobel Defence la nuova versione ASM (Anti-Structures Munition) del MATADOR.
 Vietnam
utilizzato dalla fanteria della Marina popolare del Vietnam.